# نصرت آباد (مقاطعة دلفان)
نصرت‌آباد (بالفارسية: نصرت‌آباد) هي قرية تقع في قسم كاكاوند الشرقي الريفي (مقاطعة دلفان) في إيران. يقدر عدد سكانها بـ 251 نسمة .